# Nemastylis nuttallii
Nemastylis nuttallii är en irisväxtart Nemastylis nuttallii ingår i släktet Nemastylis och familjen irisväxter. Inga underarter finns listade i Catalogue of Life.